# Heusden Koers 1985
De 37e editie van de Belgische wielerwedstrijd Heusden Koers werd verreden op 13 augustus 1985. De start en finish vonden plaats in Heusden. De winnaar was Luc Govaerts, gevolgd door Willy Teirlinck en José Vanackere.

## Uitslag
| Heusden Koers 1985 |                 |                         |       |
| Plaats             | Naam            | Ploeg                   | Tijd  |
| Winnaar            | Luc Govaerts    | Lotto-Merckx-Campagnolo | 3u27' |
| 2                  | Willy Teirlinck | Euro-Soap-Crack         | z.t.  |
| 3                  | José Vanackere  | Euro-Soap-Crack         | + 17" |

1929 · 1930-1935 · 1936 · 1937 · 1938 · 1939 · 1952 · 1953 · 1954 · 1955 · 1956 · 1957 · 1958 · 1959 · 1960 · 1961 · 1962 · 1963 · 1964 · 1965 · 1966 · 1967 · 1968 · 1969 · 1970 · 1971 · 1972 · 1973 · 1974 · 1975 · 1976 · 1977 · 1978 · 1979 · 1980 · 1981 · 1982 · 1983 · 1984 · 1985 · 1986 · 1987 · 1988 · 1989 · 1990 · 1991 · 1992 · 1993 · 1994 · 1995 · 1996 · 1997 · 1998 · 1999 · 2000 · 2001 · 2002 · 2003 · 2004 · 2005 · 2006 · 2007 · 2008 · 2009 · 2010 · 2011 · 2012 · 2013 · 2014 · 2015 · 2016 · 2017 · 2018 · 2019 · 2020 · 2021 · 2022 · 2023